# Ann Rutherford
Pour les articles homonymes, voir Rutherford.
Ann Rutherford, née le 2 novembre 1917 à Vancouver (Canada) et morte le 11 juin 2012 à Beverly Hills (Californie), est une actrice canado-américaine.
Elle fut particulièrement active dans les domaines du cinéma, de la radio et de la télévision.
Elle eut une longue carrière et fut notamment co-vedette dans les films de la série André Hardy, interprétant le rôle de Polly Benedict dans les années 1930 et 1940.
Elle joua également le rôle de Carreen, la plus jeune des trois sœurs de Scarlett O'Hara dans le film Autant en emporte le vent (1939).

## Biographie

### Vie personnelle
Ann Rutherford a été mariée deux fois : d'abord à l'héritier d'une chaîne de magasins - depuis devenue Macy's - David May II, puis à William Dozier, qui avait produit dans les années 1960 une version de la série Batman.

### Décès
Elle meurt le 11 juin 2012 dans sa villa de Beverly Hills à l'âge de 94 ans, alors qu'elle avait des problèmes cardiaques et que sa santé était défaillante. Elle est inhumée à Culver City (Californie) au cimetière Holy Cross.

## Filmographie

### Années 1930
- 1934 : Student Tour de Charles Reisner
- 1935 : Waterfront Lady (en) de Joseph Santley : Joan O'Brien
- 1935 : Melody Trail (en) de Joseph Kane : Millicent Thomas
- 1935 : L'Île des rayons de la mort (The Fighting Marines) de William Reeves Easton et Joseph Kane : Frances Schiller
- 1935 : The Singing Vagabond (en) de Carl Pierson : Lettie Morgan
- 1936 : The Oregon Trail : Anne Ridgeley
- 1936 : The Lawless Nineties : Janet Carter
- 1936 : Doughnuts and Society de Lewis D. Collins : Joan Dugan
- 1936 : Comin' 'Round the Mountain (en) de Mack Wright : Dolores Moreno
- 1936 : The Harvester : Ruth Jameson
- 1936 : La Chevauchée solitaire (The Lonely Trail) de Joseph Kane : Virginia Terry
- 1936 : Down to the Sea : Helen Pappas
- 1936 : Annie Laurie : Annie Laurie
- 1937 : Carnival in Paris : Lisette
- 1937 : The Devil Is Driving : Kitty Wooster
- 1937 : Public Cowboy No. 1 (en) de Joseph Kane : Helen Morgan
- 1937 : L'Inconnue du palace (The Bride Wore Red), de Dorothy Arzner : Jeune paysanne
- 1937 : Espionnage de Kurt Neumann
- 1937 : Live, Love and Learn : Class President
- 1937 : You're Only Young Once : Polly Benedict
- 1938 : Andy Hardy's Dilemma: A Lesson in Mathematics... and Other Things : Polly Benedict
- 1938 : Of Human Hearts de Clarence Brown : Annie Hawks
- 1938 : Judge Hardy's Children : Polly Benedict
- 1938 : L'amour frappe André Hardy (Love Finds Andy Hardy) de George B. Seitz : Polly Benedict
- 1938 : Out West with the Hardys : Polly Benedict
- 1938 : Coup de théâtre (Dramatic school) de Robert B. Sinclair : Yvonne
- 1938 : Un conte de Noël (A Christmas Carol) d'Edwin L. Marin : Spirit of Christmas Past
- 1939 : Four Girls in White : Patricia 'Pat' Page
- 1939 : André Hardy millionnaire (The Hardys Ride High) : Polly Benedict
- 1939 : Angel of Mercy : Sœur du soldat mort
- 1939 : André Hardy s'enflamme (Andy Hardy Gets Spring Fever) : Polly Benedict
- 1939 : André Hardy détective (Judge Hardy and Son) de George B. Seitz : Polly Benedict
- 1939 : These Glamour Girls : Mary Rose Wilston
- 1939 : Dancing Co-Ed, de S. Sylvan Simon : Miss Eve Greeley
- 1939 : Autant en emporte le vent (Gone with the Wind) de Victor Fleming : Carreen O'Hara

### Années 1940
- 1940 : The Ghost Comes Home : Billie Adams
- 1940 : André Hardy va dans le monde (Andy Hardy Meets Debutante), de George B. Seitz : Polly Benedict
- 1940 : Orgueil et préjugés (Pride and Prejudice), de Robert Z. Leonard : Lydia Bennet
- 1940 : Wyoming, de Richard Thorpe : Lucy Kincaid
- 1940 : Keeping Company : Mary Thomas
- 1941 : Andy Hardy's Private Secretary : Polly Benedict
- 1941 : Washington Melodrama : Laurie Claymore
- 1941 : Whistling in the Dark: Carol Lambert
- 1941 : La vie commence pour André Hardy (Life Begins For Andy Hardy), de George B. Seitz : Polly Benedict
- 1941 : Badlands of Dakota (en) : Anne Grayson
- 1942 : Flag of Mercy : Élève de Clara
- 1942 : This Time for Keeps (en) : Katherine 'Kit' White
- 1942 : André Hardy fait sa cour (The Courtship of Andy Hardy) de George B. Seitz : Polly Benedict
- 1942 : Ce que femme veut (Orchestra Wives) : Connie Ward / Abbot
- 1942 : Whistling in Dixie : Carol Lambert
- 1942 : La Double Vie d'André Hardy (Andy Hardy's Double Life) de George B. Seitz : Polly Benedict
- 1943 : Happy Land : Lenore Prentiss
- 1943 : La Bête (Whistling in Brooklyn) de S. Sylvan Simon : Carol Lambert
- 1944 : The Bermuda Mystery : Constance Martin
- 1945 : Two O'Clock Courage : Patty Mitchell
- 1945 : Bedside Manner : Lola Cross
- 1946 : Le Secret de la madone (The Madonna's Secret) : Linda 'Morgan' North
- 1946 : Meurtre au music-hall (Murder in the Music Hall) : Gracie
- 1946 : Inside Job : Claire Norton
- 1947 : La Vie secrète de Walter Mitty (The Secret Life of Walter Mitty), de Norman Z. McLeod : Gertrude Griswald
- 1948 : Les Aventures de don Juan (Adventures of Don Juan), de Vincent Sherman : Donna Elena

### Années 1950
- 1950 : Operation Haylift : Clara Masters

### Années 1970
- 1972 : Ils ne tuent que leurs maîtres (They Only Kill Their Masters) de James Goldstone : Gloria, femme de Walter
- 1976 : Won Ton Ton, le chien qui sauva Hollywood (Won Ton Ton, the Dog Who Saved Hollywood), de Michael Winner : La secrétaire de Grayson